# Đảng Hồi giáo Malaysia
Đảng Hồi giáo Malaysia (PAS; tiếng Mã Lai: Parti Islam Se-Malaysia, trước đây gọi là Đảng Hồi giáo Mã Lai) là một đảng chính trị Hồi giáo ở Malaysia. Cơ sở bầu cử của PAS ở miền bắc nông thôn và bảo thủ của Malaysia. Đảng này đã cai trị bang duyên hải phía đông Kelantan hai lần (1959, 1919, 1919 và 1990, hiện tại) và cũng đã thành lập các chính phủ ở Terengganu (1959 2013). Đảng này hiện đang nắm giữ 18 trong số 222 ghế tại Hạ viện liên bang và đã bầu các nghị sĩ hoặc thành viên hội đồng nhà nước ở tám trong số 13 bang của đất nước.